# Miramax Films
Miramax Films je ameriško filmsko podjetje s sedežem v New Yorku, ki se primarno ukvarja s produkcijo in distribucijo filmov. Podjetje je bilo neodvisno in je bilo namenjeno za distribucijo neodvisnih filmov, vse dokler ga ni kupil The Walt Disney Company.
Leta 1979 sta ga skupaj ustanovila in vodila Harvey Weinstein in Bob Weinstein, vse do leta 2005, ko sta ob Disneyjevem prevzemu izstopila iz podjetja.

## Filmografija
- Seznam filmov Miramax Films